# Super Dimension Century Orguss
Super Dimension Century Orguss (超時空世紀オーガス, Chōjikū Seiki Ōgasu) est une série d'animation japonaise de science-fiction composée de 35 épisodes, produite par Studio Nue (en), Artland et Tokyo Movie Shinsha et diffusée entre 1983 et 1984. Il s'agit de la seconde série de la trilogie Super Dimension (en) (超時空シリーズ, Chō Jikū Series) produite par Big West Advertising (en), après The Super Dimension Fortress Macross et avant Southern Cross.
Une suite sous forme de six original video animation intitulée Super Dimension Century Orguss 02 est produite entre 1993 et 1995.
En France, la série est disponible depuis le 18 mai 2023 en version sous-titré en français sur Crunchyroll.

## Synopsis
2062, la Terre est en guerre à la suite du choc des deux superpuissances pour contrôler l'ascenseur spatial. Beaucoup plus dangereuses que les armes atomiques, biologiques, ou chimiques sont des armes dimensionnelles, comme la bombe à oscillation espace/temps. En dépit de la formidable puissance de cette bombe, elle doit être armée sur place par une équipe d'ingénieurs. Le Liberty Space Corps lance une offensive désespérée pour tenter de détruire la centrale électrique de l'ascenseur spatial. Au cours de cette attaque, les ingénieurs sont obligés d'interrompre la mission et de détruire la bombe avant qu'elle puisse être correctement armée.
Furieux de la décision d'avorter la mission et de sentir que ses camarades sont morts en vain, un pilote de chasse, Kei Katsuragi, part avec l'esprit revanchard, avec de graves répercussions par la suite. Réussissant à la déclencher, il est pris dans le champ d'action de celle-ci et se retrouve projeté dans un autre espace-temps 20 ans dans le futur où des éléments de plusieurs univers parallèles ont fusionné de manière chaotique et où un effet de serre désastreux menace toute vie. Considéré comme une singularité, il devient un enjeu de pouvoir et se retrouve de nouveau obligé de combattre afin de sauver le monde.